# توني غراندي (لاعب كرة قدم)
توني غراندي (بالإسبانية: Toni Grande)‏ هو لاعب كرة قدم ومدرب كرة قدم إسباني، ولد في 17 سبتمبر 1947 في بلنسية في إسبانيا. شارك مع منتخب إسبانيا تحت 23 سنة لكرة القدم ومنتخب إسبانيا لكرة القدم. أما مع النوادي، فقد لعب مع راسينغ سانتاندير ورايو فايكانو وريال مدريد ونادي غرناطة.

## وصلات خارجية
- توني غراندي على موقع قاعدة بيانات كرة القدم.إي يو (الإنجليزية)
- توني غراندي على موقع عالم كرة القدم.نت (الإنجليزية)
- توني غراندي على موقع أوليمبيديا (الإنجليزية)